# Цзычжун
Цзычжу́н (кит. упр. 资中, пиньинь Zīzhōng) — уезд городского округа Нэйцзян провинции Сычуань (КНР).

## История
Уезд был образован ещё при империи Хань (власти его размещались тогда на территории современного Цзыяна) в 135 году до н. э. Во времена империи Западная Вэй в 553 году была создана область Цзычжоу (资州). При империи Суй область в 607 году была преобразована в округ Цзыян (资阳郡). При империи Тан в 618 году округ Цзыян вновь стал областью Цзычжоу. При империи Мин область была понижена в ранге и стала уездом Цзысянь (资县). Во времена империи Цин уезд в 1727 году был поднят в статусе и стал Непосредственно управляемой областью Цзычжоу (资州直隶州). После Синьхайской революции в Китае была проведена реформа структуры административного деления, в ходе которой области были упразднены, а на землях, ранее напрямую подчинявшихся властям области, был образован уезд Цзычжун («внутри Цзычжоу»).
В 1949 году был образован Специальный район Цзычжун (资中专区), и уезд вошёл в его состав. В 1950 году Специальный район Цзычжун был преобразован в Специальный район Нэйцзян (内江专区), который в 1970 году был переименован в Округ Нэйцзян (内江地区). В 1985 году постановлением Госсовета КНР Округ Нэйцзян был преобразован в Городской округ Нэйцзян.

## Административное деление
Уезд Цзычжун делится на 31 посёлок и 2 волости.